# Empis staegeri
Empis staegeri är en tvåvingeart som beskrevs av Collin 1963. Empis staegeri ingår i släktet Empis och familjen dansflugor. Arten är reproducerande i Sverige. Inga underarter finns listade i Catalogue of Life.